# Qualcosa di nuovo
Pour plus de détails, voir Fiche technique et Distribution.
Qualcosa di nuovo est une comédie italienne réalisée par Cristina Comencini et sortie en 2016.
Il s'agit d'une adaptation de la pièce Le Scena de Comencini elle-même.

## Synopsis
Lucia et Maria, deux amies très différentes, se connaissent depuis toujours. Lucia, séparée de son mari, en a fini avec les hommes, tandis que Maria, mère de deux enfants, ne peut s'en passer.
Une nuit, dans le lit de Maria, arrive Luca, un garçon d'à peine dix-neuf ans : charmant, passionné et sûr de lui, mais pas encore tout à fait mature. Le matin, cependant, apporte avec lui d'incroyables surprises parmi les malentendus, les grands mensonges et les petits abandons.
Peut-être que ce garçon rencontré par hasard est vraiment l'homme dont elles ont toutes les deux besoin, car avec ses théories simples, il parvient à faire la véritable radiographie de leur vie, à les débarrasser de leurs mauvaises habitudes et de leurs illusions et à révolutionner chaque désir et chaque certitude. C'est ainsi qu'une relation complexe s'établit entre les deux amies et le garçon. Matilde, l'ex-petite amie de Luca, vient également mettre son grain de sel.

## Fiche technique
- Titre original italien : Qualcosa di nuovo[1] (litt. « Quelque chose de neuf »)
- Réalisation : Cristina Comencini
- Scénario : Giulia Calenda, Cristina Comencini, Paola Cortellesi
- Photographie : Italo Petriccione (it)
- Montage : Francesca Calvelli
- Musique : Andrea Farri (it)
- Décors : Paola Comencini
- Production : Marco Chimenz, Giovanni Stabilini, Riccardo Tozzi, Massimo Di Rocco, Luigi Napoleone
- Sociétés de production : Cattleya, Rai Cinema
- Pays de production :  Italie
- Langue originale : italien
- Format : couleurs - 2,35:1
- Durée : 93 minutes
- Genre : comédie
- Dates de sortie :
  - Italie : 13 octobre 2016

## Distribution
- Paola Cortellesi : Lucia
- Micaela Ramazzotti : Maria
- Eduardo Valdarnini : Luca Morini
- Eleonora Danco : Flavia
- Gerardo Bartoccini : Contrebassiste House of Jazz
- Luca Cipriano : Fiat Band
- Sasha Luca Donatelli : Serveur Carlo
- Giulia Francia Teresa
- Giulia Galassi : Maria Chiara
- Marco Guidolotti : Fiat Band
- Claudio Pallitto : Harceleur
- Cristiana Polegri : Saxophoniste House of Jazz
- Massimiliano Rossi : Batteur du trio
- Mauro Santopietro : Trio de pianos
- Chiara Scalise : Matilde
- Stefano Scalisi : Adversaire de Taekwondo
- Arpad Vincenti : Contrebassiste Trio
- Taiyo Yamanouchi : Entraîneur de taekwondo
- Cecilia Zingaro : Cindy